# الکساندر کروتسکیویچ
الکساندر کروتسکیویچ (انگلیسی: Aleksandr Krutskevich؛ زادهٔ ۱۳ نوامبر ۱۹۸۰) بازیکن فوتبال اهل اوکراین است.
از باشگاه‌هایی که در آن بازی کرده‌است می‌توان به باشگاه فوتبال توران تووز، باشگاه فوتبال آتیراو، و باشگاه فوتبال کارپاتی لویو اشاره کرد.